# Берман, Борис Исаакович
Бори́с Исаа́кович Бе́рман (род. 15 августа 1948, Москва) — советский и российский журналист, телеведущий, киновед и кинокритик.

## Биография
В 1971 году с отличием окончил телевизионное отделение факультета журналистики МГУ.
С 1971 года работал в Агентстве печати «Новости» (АПН). С 1986 по 1989 год — обозреватель по вопросам кинематографа, консультант по вопросам кино АПН. С 1989 по 1991 год — руководитель пресс-центра Московского международного кинофестиваля, заместитель главного редактора еженедельника «Экран и сцена».

### Телевидение
С 1991 года творческая деятельность Бермана связана с Ильдаром Жандарёвым. В этом году, придя на недавно образованное Российское государственное телевидение по приглашению Анатолия Лысенко, стал одним из создателей Студии К-2 («Команда-2»). Был соавтором, режиссёром и соведущим программ «Абзац», «Сюжет» и «Поцелуй в диафрагму». Возглавлял дирекцию «РТР-фильм» Всероссийской государственной телевизионной и радиовещательной компании (ВГТРК).
В 1999 году по приглашению Евгения Киселёва перешёл работать на телеканал НТВ, где стал делать ежедневную авторскую программу «Интересное кино».
В апреле 2001 года Борис Берман вместе с основным составом сотрудников старого НТВ (командой Киселёва) переходят на телеканал ТНТ, а затем на ТВ-6. На ТВ-6, кроме «Интересного кино», которое стало выходить как цикл документальных фильмов, Берман стал делать интерактивную программу «Без протокола». Эти же программы он вёл и на канале ТВС в 2002—2003 годах. После закрытия ТВС в июне 2003 года получил приглашение перейти на «Первый канал».
С 2003 года работал на «Первом канале». Изначально продолжал делать на канале цикл передач «Интересное кино». В 2004—2014 годах раз в год (в 20-х числах февраля) вёл программу «Интересное кино в Берлине». В 2004—2013 годах был ведущим церемоний открытия и закрытия Московского международного кинофестиваля, брал интервью у актёров и режиссёров на красной ковровой дорожке. В ноябре 2004 года вёл выпуск «Пяти вечеров», посвящённый обсуждению телесериала «Московская сага» по одноимённой книге Василия Аксёнова, вместо Андрея Малахова.
С июня 2006 по май 2019 года — автор и ведущий программы «На ночь глядя».
Член Союза кинематографистов и Союза журналистов России. Действительный член Академии Российского телевидения и Академии кинематографических искусств «Ника». Член общественного совета Российского еврейского конгресса.

### Пресса
С 2015 года ведёт совместную с Ильдаром Жандарёвым ежегодную колонку в электронной газете «Экран и сцена» о кинофестивале Берлинале.

## Награды
- Почётная грамота Московской городской думы (12 июля 2017 года) — за заслуги перед городским сообществом[27]
- Лауреат премии «ТЭФИ» в номинации «Лучшая программа об искусстве» («К-2») (1995 год)[28].
- Лауреат премии «ТЭФИ» в номинации «Интервьюер» («На ночь глядя») (2008 и 2009 годы)[29][30].